# Aanslag in Londen op 29 november 2019
Bij een aanslag in Londen op 29 november 2019 werden nabij de London Bridge vijf mensen gestoken met een mes. Twee van hen overleden aan hun verwondingen. De dader werd ter plekke doodgeschoten door de politie.
Even voor twee uur ’s middags begon hij in te steken op andere bezoekers. De terrorist, die naast twee grote messen een nepbomgordel bij zich droeg, stak vijf mensen. Twee van hen overleden aan hun verwondingen. Drie omstanders overmeesterden de dader met onder meer een brandblusser en een narwaltand. De dader werd vervolgens doodgeschoten door de politie.
De dader was de 28-jarige Usman Khan. Hij was reeds in 2012 veroordeeld voor aan islamitisch terrorisme gerelateerde misdrijven. In december 2018 werd hij vrijgelaten uit de gevangenis, maar hij stond nog wel onder elektronisch toezicht door middel van een enkelband. 
De aanslagpleger bezocht het ‘Samen Leren’-programma van het Instituut voor Criminologie van de Universiteit van Cambridge, gericht op de herintegratie van gedetineerden. Daar sprak hij over zijn ervaringen als gevangene.
Islamitische Staat eiste de volgende dag via het eigen persagentschap Amaq de aanslag op.
De aanslag vond plaats op de London Bridge, die toegang geeft tot het financiële hart van de Britse hoofdstad. In juni 2017 was deze brug eveneens het toneel van een terroristische aanslag, terwijl in maart van dat jaar op de Westminster Bridge ook een aanslag plaats had.
Vanwege de aanslag schortten zowel de Labour Party als de Conservatieven hun campagnes in aanloop naar de Lagerhuisverkiezingen van 12 december tijdelijk op.